# PBC CSKA Moscú
El P. B. C. CSKA Moscú (del ruso: 'ПБК ЦСКА Москва, Центральный спортивный клуб армии'), transliterado Professional'nyy basketbol'nyy klub TSSKA Moskva (en español: Club de Baloncesto Profesional del Club Deportivo Central del Ejército de Moscú), es la sección de baloncesto de la sociedad polideportiva rusa de denominación homónima de la ciudad de Moscú, y fue fundada en 1924.
Es el club baloncestístico más laureado de su país, y uno de los más reconocidos a nivel internacional. En dichas competiciones es el segundo equipo más laureado de la máxima competición continental de la Euroliga con ocho títulos, el último de ellos en la edición de 2019.
Algunos de los jugadores más emblemáticos que han jugado con el club a lo largo de los años son: Andréi Kirilenko, Darius Songaila, Gordan Giriček, Alexander Volkov, Serguéi Belov, Vladimir Tkachenko, Marcus Brown, y Theodoros Papaloukas.

## Historia
El CSKA Moscú fue el gran dominador del baloncesto en toda la unión soviética, ganando la Liga de la URSS en 24 ocasiones. Una vez desintegrada la Unión Soviética, se ha convertido en el dominador indiscutible de la Liga Rusa: ganándola 9 temporadas consecutivas entre 1992 y 2000; e iniciando un nuevo ciclo desde el 2003 hasta 2013 -20 en total.
El CSKA supo aprovechar su vinculación con el ejército y fichó a todos los jugadores que le interesaron -los fichaba por ley. Cualquier jugador -como cualquier ciudadano soviético de la época- podía ser militarizado y si se militarizaba a un baloncestista era, por supuesto, porque sus características interesaban al equipo del ejército. Su cabeza visible fue, durante muchos años, un coronel que ejercía de entrenador. Licenciado del Instituto Militar de la Cultura Física de Leningrado (actualmente San Petersburgo) en 1952, Alexander Gomelski estuvo vinculado toda su carrera con los clubs del ministerio de Defensa. Entre 1953 y 1966 fue entrenador del SKA de Riga y en 1966 tomó el mando del CSKA, club que bajo su mando se convirtió en uno de los mejores equipos de Europa y que se hizo parte inalienable de la vida del coronel-entrenador, quien en 1997 fue nombrado su presidente.

### Polémica final de Barcelona
La final de la Copa de Europa de 1969 fue celebrada en Barcelona, aún durante el régimen franquista. Se enfrentaron el Real Madrid y el CSKA, máximo representante deportivo de un país con el que no se mantenían relaciones políticas. La propaganda oficial animó a que los aficionados barceloneses se volcaran con el equipo madrileño, pero las repletas gradas del Palacio de los Deportes acabaron aclamando al equipo soviético, que se impuso en la prórroga por 103 a 99.

### SigloXXIy resurgimiento
Los años 2000 han significado el regreso del CSKA Moscú a la élite del baloncesto europeo: entre 2001 y 2005 participó en cuatro ocasiones en la "Final Four", pese a no conseguir jugar ninguna final europea. En el 2001 disputó la "Final Four" de la Suproliga, y en los años 2003, 2004 y 2005 repitió participación en la "Final Four" de la Euroliga. La temporada 2004-2005 estuvo muy cerca del título: ganó todos los partidos de las diferentes fases de la Euroliga excepto uno (en Moscú frente al FC Barcelona), y se clasificó para disputar la "Final Four", organizada en su propia cancha: Moscú, pero perdió la semifinal ante el TAU Cerámica, y el partido por el tercer y cuarto puesto ante el Panathinaikos BC. La campaña siguiente, 2005-2006, los moscovitas se resarcieron y conquistaron la Euroliga en la "Final Four" de Praga, dirigidos por el genial base griego Theodoros Papaloukas.
En 2009, Andrey Vatutin se convierte en presidente del equipo sustituyendo a Sergey Kushchenko.

## Datos de la sección

### Trayectoria y palmarés resumido
Nota: en negrita competiciones vigentes en la actualidad.
| Competición nacional                                                                                                 | Competición nacional                                                                                                 | Títulos | Subcampeonatos                                                                                     |
| --- | --- | --- | -------------------------------------------------------------------------------------------------- |
| Liga de baloncesto de la Unión Soviética / Superliga de Baloncesto de Rusia / Liga Profesional de Baloncesto (44/11) | Liga de baloncesto de la Unión Soviética / Superliga de Baloncesto de Rusia / Liga Profesional de Baloncesto (44/11) | 1944-45, 1959-60, 1960-61, 1961-62, 1963-64, 1964-65, 1965-66, 1968-69, 1969-70, 1970-71, 1971-72, 1972-73, 1973-74, 1975-76, 1976-77, 1977-78, 1978-79, 1979-80, 1980-81, 1981-82, 1982-83, 1983-84, 1987-88, 1989-90, 1992, 1992-93, 1993-94, 1994-95, 1995-96, 1996-97, 1997-98, 1998-99, 1999-00, 2002-03, 2003-04, 2004-05, 2005-06, 2006-07, 2007-08, 2008-09, 2009-10, 2010-11, 2011-12, 2012-13. (Récord) | 1945-46, 1950-51, 1952-53, 1953-54, 1954-55, 1956-57, 1957-57, 1974-75, 1984-85, 1985-86, 1986-87. |
| Copa de la Unión Soviética / Copa de Rusia (7/3)                                                                     | Copa de la Unión Soviética / Copa de Rusia (7/3)                                                                     | 1971-72, 1972-73, 1981-82, 2004-05, 2005-06, 2006-07, 2009-10. (Récord) | 2002-03, 2003-04, 2007-08.                                                                         |

| Competición internacional              | Títulos | Subcampeonatos                                        |
| -------------------------------------- | --- | ----------------------------------------------------- |
| Euroliga (8/6)                         | 1960-61, 1962-63, 1968-69, 1970-71, 2005-06, 2007-08, 2015-16, 2018-19.                                           | 1964-65, 1969-70, 1972-73, 2006-07, 2008-09, 2011-12. |
| VTB United League (12/1)               | 2008, 2009-10, 2011-12, 2012-13, 2013-14, 2014-15, 2015-16, 2016-17, 2017-18, 2018-19, 2020-21, 2023-24. (Récord) | 2010-11.                                              |
| VTB United League Supercup (1/0)       | 2021. |                                                       |
| North European Basketball League (1/0) | 2000. |                                                       |

| Torneo Internacional | Títulos                                                              | Subcampeonatos |
| -------------------- | -------------------------------------------------------------------- | -------------- |
| Gomelsky Cup (10/2)  | 2010, 2011, 2012, 2013, 2014, 2015, 2016, 2018, 2019, 2020. (Récord) | 2009, 2017.    |

Es el club más laureado de la máxima categoría del baloncesto ruso —antigua Unión Soviética— sumando un total de cincuenta y cinco títulos. En cuanto al panorama internacional, el club es uno de los veintiún equipos campeones de la antigua Copa de Europa —actual Euroliga y más prestigiosa competición de clubes en Europa—, habiéndola disputado un total de cuarenta y tres temporadas no compareciendo únicamente en veintidós ediciones, siendo el tercer club con más presencias tras el Real Madrid Baloncesto y el Maccabi Tel Aviv Basketball Club entre los 352 equipos que alguna vez la han jugado. En ella ha conquistado un total de ocho títulos siendo el segundo más laureado tras el conjunto madrileño y por encima del Panathinaikos B. C., siendo dos de sus grandes rivales internacionales.
| P. B. K. TSSKA Moskva                                                         | 44 | 7 | 8 | - | - | - | 12 | 1 | 1 | - | (1) | 74 |
| Datos actualizados a la consecución del último título el 19 de junio de 2024. |    |   |   |   |   |   |    |   |   |   |     |    |

Notas : Desde 2004 la ULEB se integró dentro de FIBA Europa, tras la escisión FIBA-EUROLIGA (ULEB), aunque a partir de la temporada 2016-17 tuvo lugar una nueva fractura. Por otra parte, hay que mencionar, que, existió una tercera competición europea: FIBA EuroChallenge -Eurocup FIBA-, desaparecida en 2015 para dar paso a la nueva Copa Europea de la FIBA (e incluso llegó a haber una cuarta competición europea gestionada por la FIBA entre 2002 y 2007); no organizadas por la ULEB.

## Plantilla Actual

### Parcela técnica
| - Alexander Gomelsky - Armenak Alachachian - Serguéi Belov - Stanislav Yeryomin - Dušan Ivković - Ettore Messina - Duško Vujošević - Jonas Kazlauskas |

## Jugadores destacados
| - Vladimir Andreev - Sergei Bazarevich - Serguéi Belov - Ivan Edeshko - Gennadi Volnov - Viktor Zubkov - Yevgueni Kisurin - Stanislav Yeriomin - Anatoly Myshkin - Serguéi Tarakánov - Valeri Tijonenko - Armenak Alachachian - Heino Enden - Jaak Lipso - Gundars Vētra - Rimas Kurtinaitis - Vladimir Tkachenko - Aleksandr Belostenny - Alexander Volkov - Alzhan Zharmukhamedov - Ruslan Avleev - Alexandre Bachminov - Vasily Karasev - Sasha Kaun - Víktor Keiru - Viktor Khryapa - Andrei Kirilenko - Yaroslav Korolev - Dmitri Domani - Nikita Kurbanov - Sergei Monia - Nikita Morgunov - Sergei Panov - Zakhar Pashutin - Antón Ponkrashov | - Alexey Savrasenko - Alexey Shved - Dmitri Sokolov - Vitaliy Nossov - Aleksei Zozulin - David Andersen - Tomas Van Den Spiegel - Vladan Alanović - Gordan Giriček - Joško Poljak - Mate Skelin - Martin Müürsepp - Nando de Colo - Pops Mensah-Bonsu - Dimos Dikoudis - Nikos Hatzivrettas - Theodoros Papaloukas - Nikos Zisis - Davide Lamma - Gintaras Einikis - Darjuš Lavrinovič - Ramūnas Šiškauskas - Darius Songaila - Julius Nwosu - Zoran Erceg - Nenad Krstić - Boban Marjanović - Vladimir Micov - Ivan Radenović - Miloš Teodosić - Erazem Lorbek - Minah Bogordo - Matjaž Smodiš - Kenny Grant - Óscar Torres - Victor Alexander | - Marcus Brown - Dionte Christmas - Patrick Eddie - Chuck Ewans - Chris Gatling - Jamont Gordon - Marcus Goree - Antonio Granger - Kyle Hines - Michael Jennings - Jonathan Kerner - Trajan Langdon - Rusty LaRue - Darrick Martin - Curtis McCants - Terence Morris - Jeremy Pargo - Roy Rogers - Courtney Sims - Marcus Webb - Sonny Weems - Edmond Wilson - Rubén Wolkowyski - Zoran Planinić - Sani Bečirovič - Dragan Tarlać - Mirsad Türkcan - David Vanterpool - Sammy Mejia - Jon Robert Holden |

## Rivalidades
No hay ninguna duda de que el máximo rival del CSKA Moscú es el Real Madrid, contra el que disputa el Clásico Europeo de baloncesto, cosa que se entiende al saber que esos dos equipos son los dos clubes más grandes del baloncesto europeo en la actualidad.
También mantiene rivalidades con el Maccabi Tel Aviv y más recientemente también con el Fenerbahçe, mientras que en suelo ruso su máximo rival es el Khimki.

### Encuentros contra equipos NBA
| 7 de octubre de 2006 | Los Angeles Clippers | 75–94    | CSKA Moscow |                                             |  |
|                      |                      |          |             |                                             |  |
|                      |                      | Boxscore |             | Pabellón: CSKA Universal Sports Hall, Moscú |  |

| 11 de octubre de 2006 | Philadelphia 76ers | 85–71    | CSKA Moscow |                              |  |
|                       |                    |          |             |                              |  |
|                       |                    | Boxscore |             | Pabellón: Kölnarena, Cologne |  |

| 10 de octubre de 2008 | Orlando Magic | 94–66    | CSKA Moscow |                                    |  |
|                       |               |          |             |                                    |  |
|                       |               | Boxscore |             | Pabellón: Amway Arena, Orlando, FL |  |

| 14 de octubre de 2008 | Toronto Raptors | 86–78    | CSKA Moscow |                                          |  |
|                       |                 |          |             |                                          |  |
|                       |                 | Boxscore |             | Pabellón: Air Canada Centre, Toronto, ON |  |

| 12 de octubre de 2010 | Miami Heat | 96–85    | CSKA Moscow |                                              |  |
|                       |            |          |             |                                              |  |
|                       |            | Boxscore |             | Pabellón: American Airlines Arena, Miami, FL |  |

| 14 de octubre de 2010 | Oklahoma City Thunder | 97–89    | CSKA Moscow |                                          |  |
|                       |                       |          |             |                                          |  |
|                       |                       | Boxscore |             | Pabellón: Ford Center, Oklahoma City, OK |  |

| 16 de octubre de 2010 | Cleveland Cavaliers | 87–90    | CSKA Moscow |                                              |  |
|                       |                     |          |             |                                              |  |
|                       |                     | Boxscore |             | Pabellón: Quicken Loans Arena, Cleveland, OH |  |

| 7 de octubre de 2013 | Minnesota Timberwolves | 106–108  | CSKA Moscow |                                          |  |
|                      |                        |          |             |                                          |  |
|                      |                        | Boxscore |             | Pabellón: Target Center, Minneapolis, MN |  |

| 9 de octubre de 2013 | San Antonio Spurs | 95–93    | CSKA Moscow |                                        |  |
|                      |                   |          |             |                                        |  |
|                      |                   | Boxscore |             | Pabellón: AT&T Center, San Antonio, TX |  |